# Dvorce (Lysá nad Labem)
Vesnice Dvorce je místní částí středočeského města Lysá nad Labem. Leží 3 km západně od Lysé, asi 17 kilometrů západně od Nymburka a 25 kilometrů východně od centra Prahy při železniční trati 072 a při silnici II/331 na okraji místního lesa.

## Historie
Vesnici Dvorce u Lysé nad Labem založil roku 1760 František Karel Rudolf Swéerts-Sporck. Domky tehdy stávaly po jedné straně cesty, a proto se vžilo pořekadlo, že ve Dvorci se peče chléb na jedné straně. Dvorcům se též přezdívalo Vystrkov. Nedaleko v lesích bývala poustevna svatého Františka. Dnes se místu říká U Altánu.
Ke Dvorcům patřila samota Bažantnice – dům číslo popisné 1. (Dnes na jeho místě stojí čerpací stanice LPG.) Jednopatrová budova pocházela patrně z dob Habsburků, neboť na bývalé stodole byl umístěn kamenný znak a letopočet ze 17. století. V roce 1758 nechal Bažantnici hrabě Sweerts-Spork obnovit. Přízemí bylo pro služebnictvo a patro pro panstvo. Za hraběte Sweerts-Sporka se ročně prodávalo dvě stě bažantů. Dle zápisů Josefa Vojáčka bývaly Dvorce za první republiky oblíbeným letním sídlem Pražanů. V kronikách lze dohledat informace o předešlých obyvatelích vesnice, ale jinak zápisy v kronikách o Dvorcích nejsou příliš rozsáhlé.

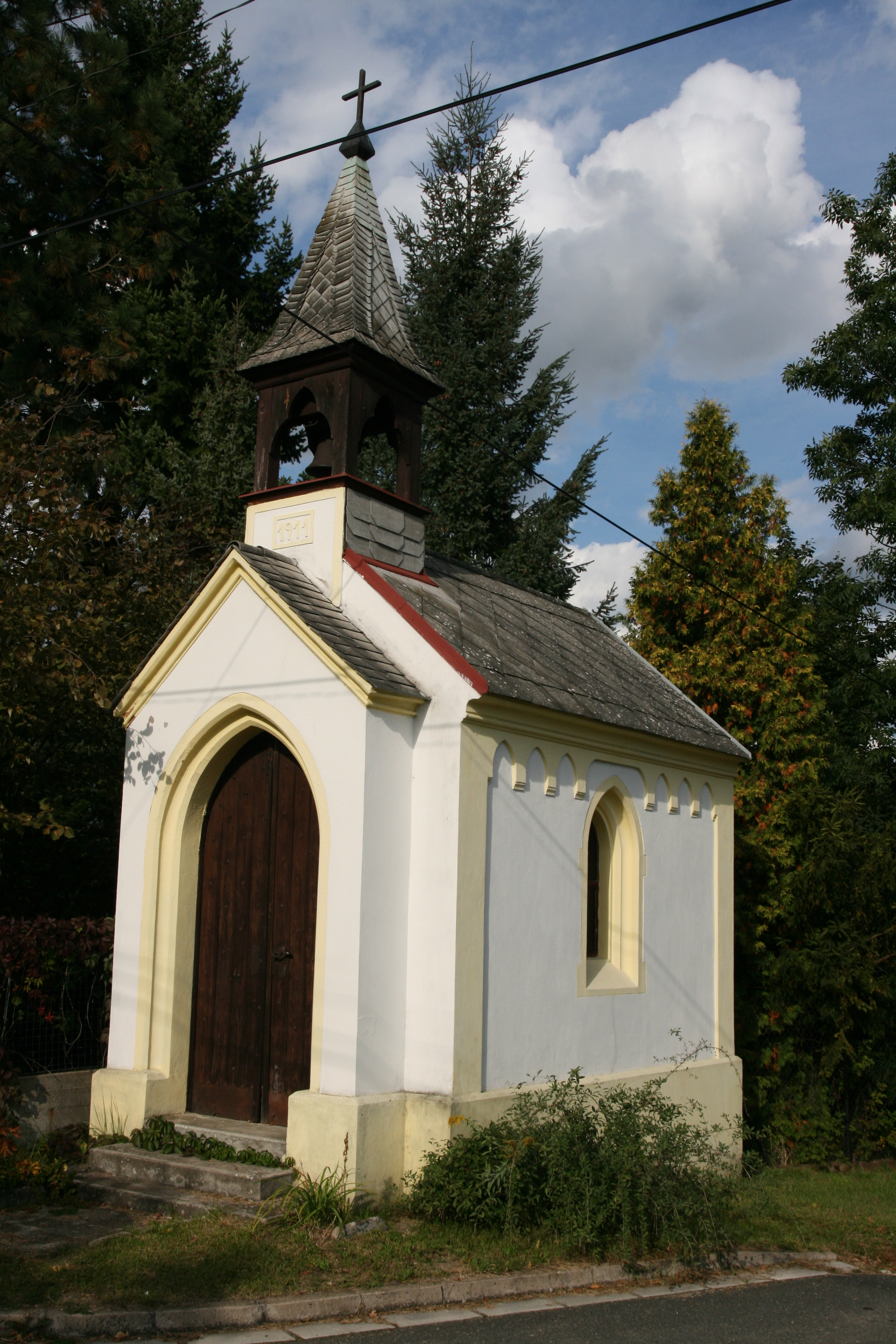
Kaple Srdce Ježíšova

Ulice Peckova nese své jméno po Josefu Peckovi, jenž za druhé světové války vedl ilegální odbojovou skupinu. Byl jako první zatčen a na Pankráci roku 1941 popraven. Po revoluci 1989 však některé názvy ulic z nemovitostí zmizely a tak ves Dvorce nemá do současnosti evidovanou žádnou ulici.
V roce 1943 byl u Dvorců zřízen jeden z pracovních táborů. Byli v něm umístěni totálně nasazení mladí muži, kteří měli budovat železnice a muniční sklady pro německou armádu v Milovicích nad Labem.
Na jaře 1945 začali Němci u Dvorců budovat podzemní kryty a skladiště pro svoji munici a tanky. Z hlavní železniční trati Lysá-Všetaty byla ke krytům zavedena i vlečka. Od 5. května 1945 byla obec Dvorce v kritickém postavení, protože od Staré Lysé až ke Karlovu byl celý les muničním skladem německých vojáků a tanků. Dodnes jsou kolem lesních cest patrná místa, kde byly bunkry umístěny. Místa se vyznačují už jen mělkou obdélníkovou prohlubní v lesním porostu.
Dne 22. května 1945 byl bývalý pracovní tábor přeměněn v internační tábor pro Němce přivezené sem z Prahy. Umístěno zde bylo 605 osob. Internovaní byli dáváni na práce zemědělcům v okolí.
Dne 6. června 1947 byl odhalen památník obětí druhé světové války, jenž je umístěn mezi kapličkou a hasičskou zbrojnicí. V roce 2010 byla provedena jeho generální oprava a provedena výměna pamětní desky. Také okolí pomníku prošlo rekonstrukcí a výsadbou nových keřů a květin. V témže roce byla rovněž provedena rekonstrukce přilehlého chodníku a okolí.

### Sbor dobrovolných hasičů
Kvůli častým požárům podél trati byl 18. února 1928 založen ve Dvorcích sbor dobrovolných hasičů.
Roku 1934 zde proběhla elektrifikace, při které všichni členové sboru pomáhali. Dne 15. března 1939 okupace Německem zastavila aktivitu sboru. Avšak v šedesátých letech byl sbor opět aktivní a účastnil se jak zásahů u požárů, tak i soutěží v požární ochraně a útoku, přičemž „Dvorečtí hasiči“ byli mezi nejlepšími v okrese Nymburk a získávali v soutěžích řady ocenění. Roku 1976 měl hasičský sbor 20 činných členů, 31 přispívajících a 12 žen. Předsedou sboru byl Bohuslav Šach a velitelem Jindřich Sedláček. Od roku 2010, se ujal po řádné volbě vedení nový starosta sboru a člen sboru Petr Nenutil. Velitelem byl zvolen Jan Škriňa a vznikla zásahová jednotka JPO V se zaměřením na požáry v okolí trati a práci s motorovou pilou. Sbor byl jednotkou okrsku č. 3, který dále tvořily jednotky Lysá nad Labem, Stará Lysá, Milovice a Byšičky. Členů bylo v roce 2010, 30 z toho 12 aktivních ostatní podporující. Mládež tvořilo 13 dětí. Hasičské zbrojnici se dostalo i mnoho změn po dlouhých 20 letech. Byl vybudován rozvod vody po nemovitosti, sociální zařízení, oprava vnitřního interiéru a instalace nového ústředního topení. Veškeré práce na opravách zbrojnice konali členové sboru ve své dobrovolné činnosti za finančního krytí města Lysá nad Labem. Byla obnovena také kulturní činnost sboru a obnovily se tradiční akce konané nejen pro obyvatele obce Dvorce. V roce 2012 došlo k dalším změnám ve výboru sboru. Strojníkem byl zvolen místní občan a to Vladimír Švásta, který pozvedl jednotku ve své činnosti. Dále pak jednotka a sbor získali po dlouhých letech i nové vozidlo Ford tranzit nejen k zásahům, ale i pro přepravu osob. V roce 2017 tedy k 31.12.2017 došlo ke zrušení sboru. Aktivní členové a členové JPO 5 se přeregistrovali k sousednímu sboru Stará Lysá.

## Pověsti
O Dvorcích se traduje, že se zde zdržoval loupežník Babinský se svou tlupou.
Mezi Dvorcemi a Starou Lysou se rozkládal rybník Hladoměř. Koluje o něm legenda, že jeho hráz (patrná dodnes) byla navršena za ukrutného pána z Donína. Poddané nutil bičem nosit hlínu, těhotné ženy nevyjímaje. Po pánově smrti lidé vídali v noci, jak se po hrázi prohání kočár tažený jedním mužem. Vdova po pánu z Donína se jednou v noci vydala na hráz a svého muže poznala. Ptala se černých postav sedících na kočáře, jak může svého muže osvobodit. Odpověděli, že až bude všechna hlína z hráze roznesena tam, kde byla vzata, bude její muž osvobozen. Vdova odpověděla, že to není možné. Černé postavy odvětily, že mu tedy není pomoci.

## Rodáci
Otakar Svoboda (1880–1930), československý politik, meziválečný poslanec Národního shromáždění za Československou stranu národně socialistickou a starosta Českých Budějovic.

## Galerie

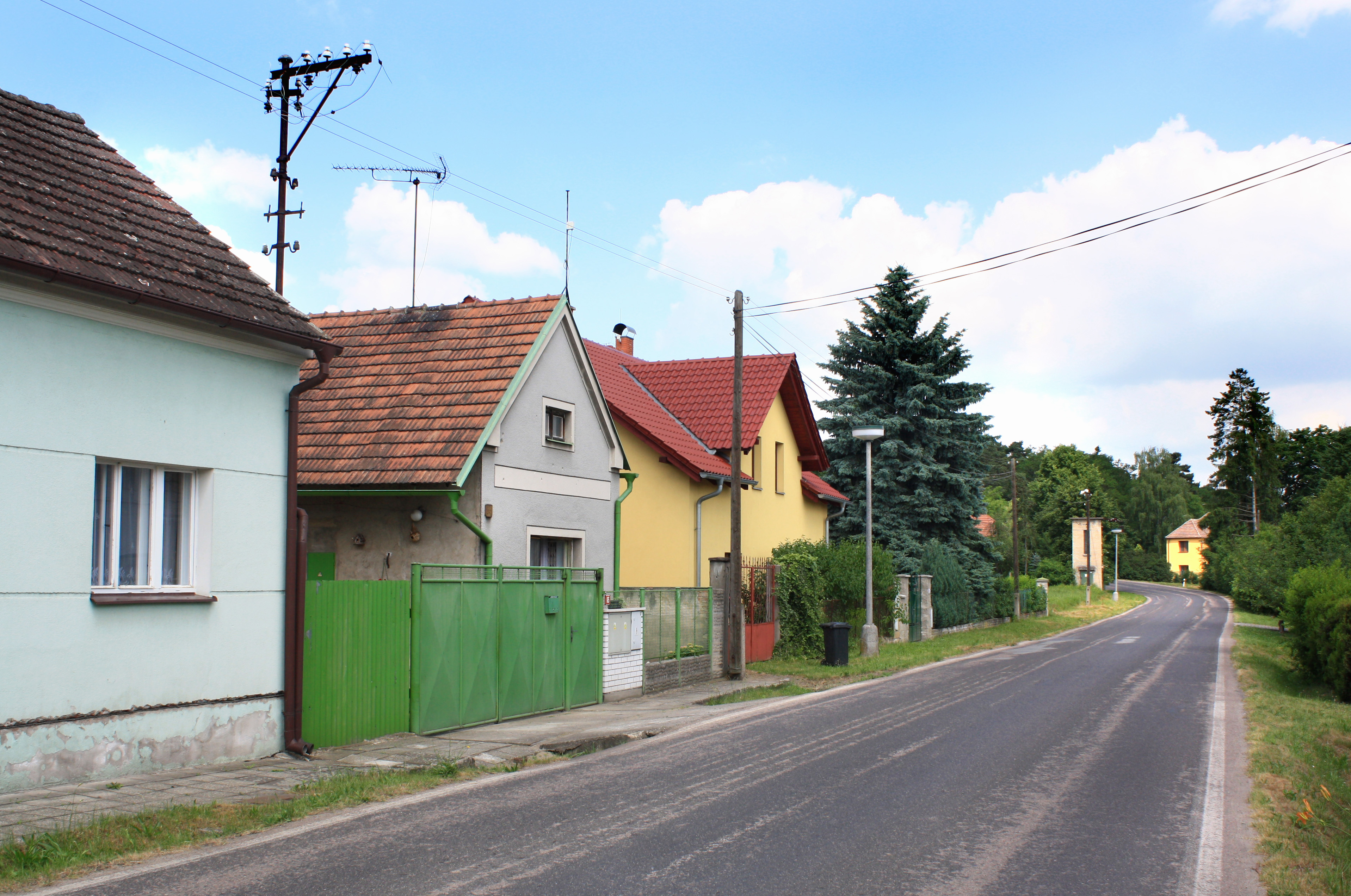
Silnice II/331 k Sojovicím
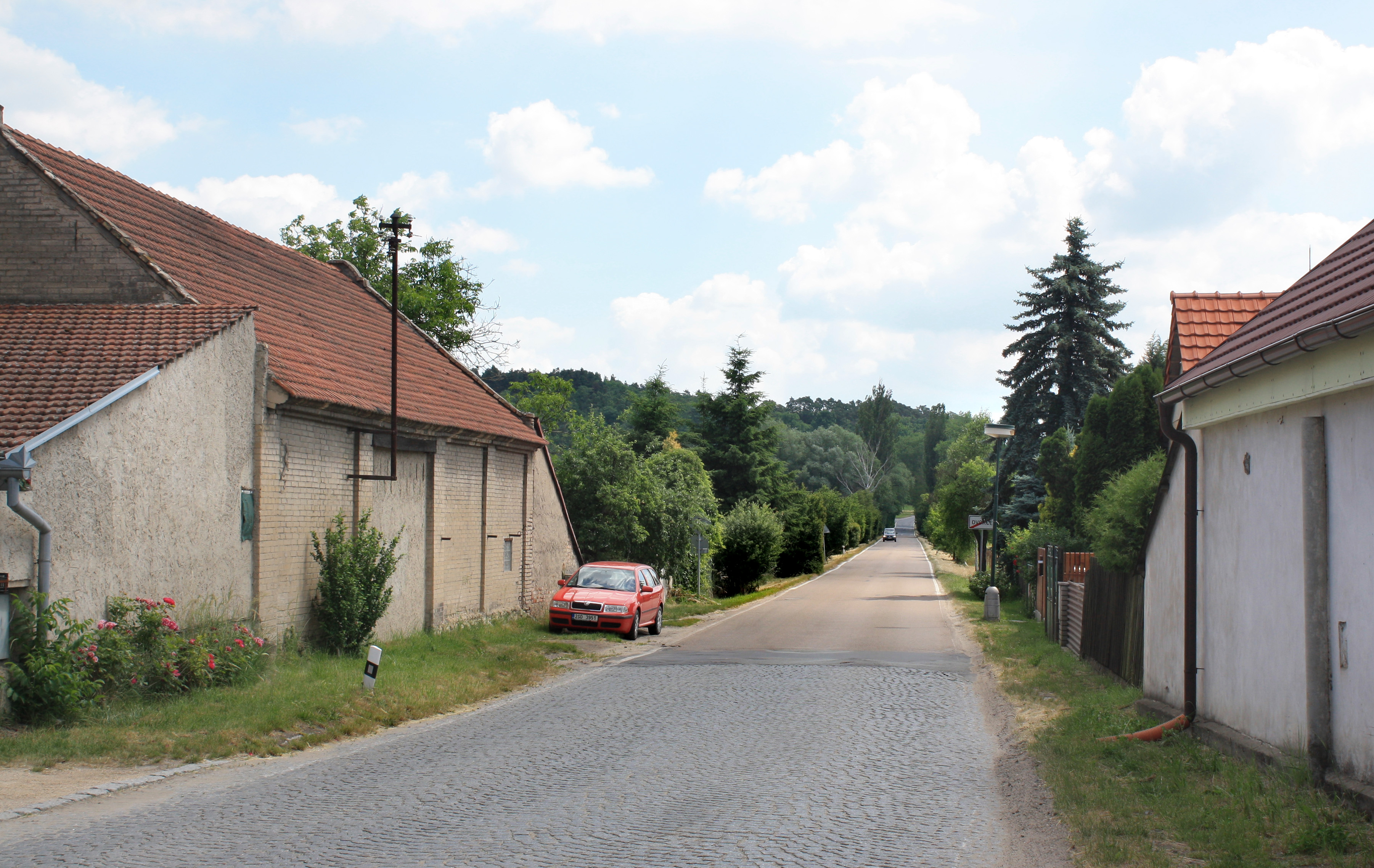
Silnice II/331 směrem do Lysé
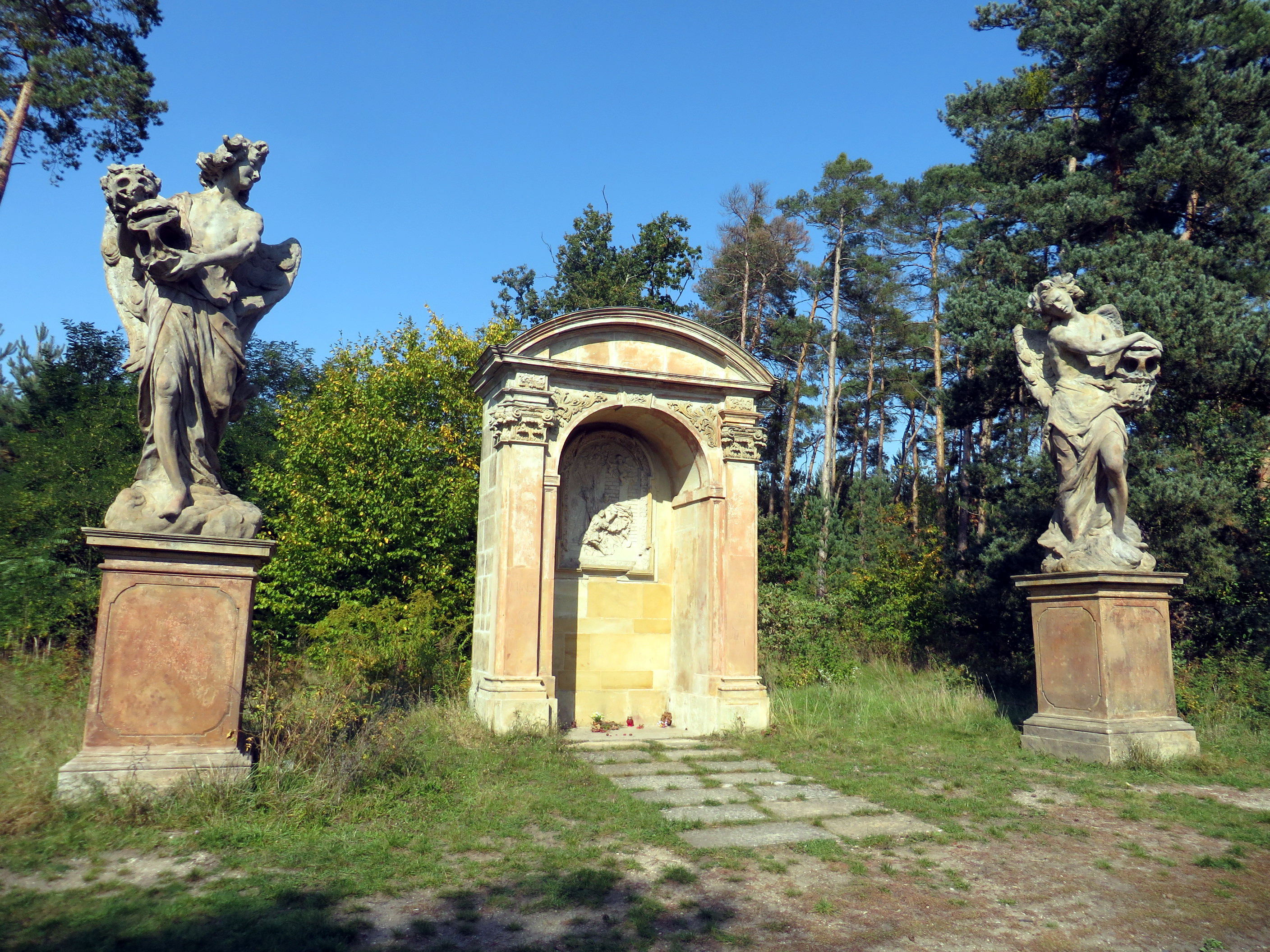
Kaple sv. Václava u cesty do Káraného
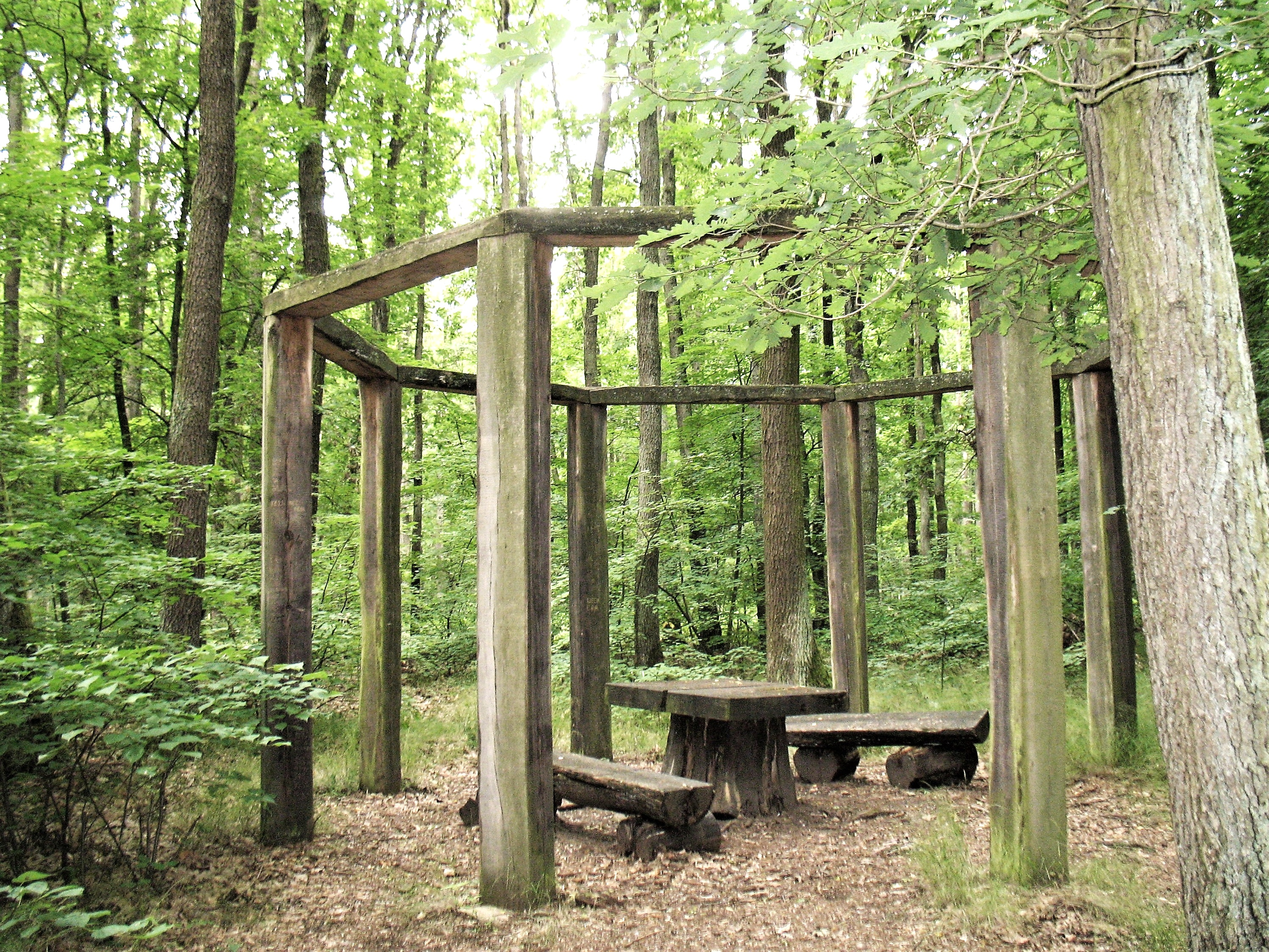
Altán na místě zaniklé poustevny sv. Františka
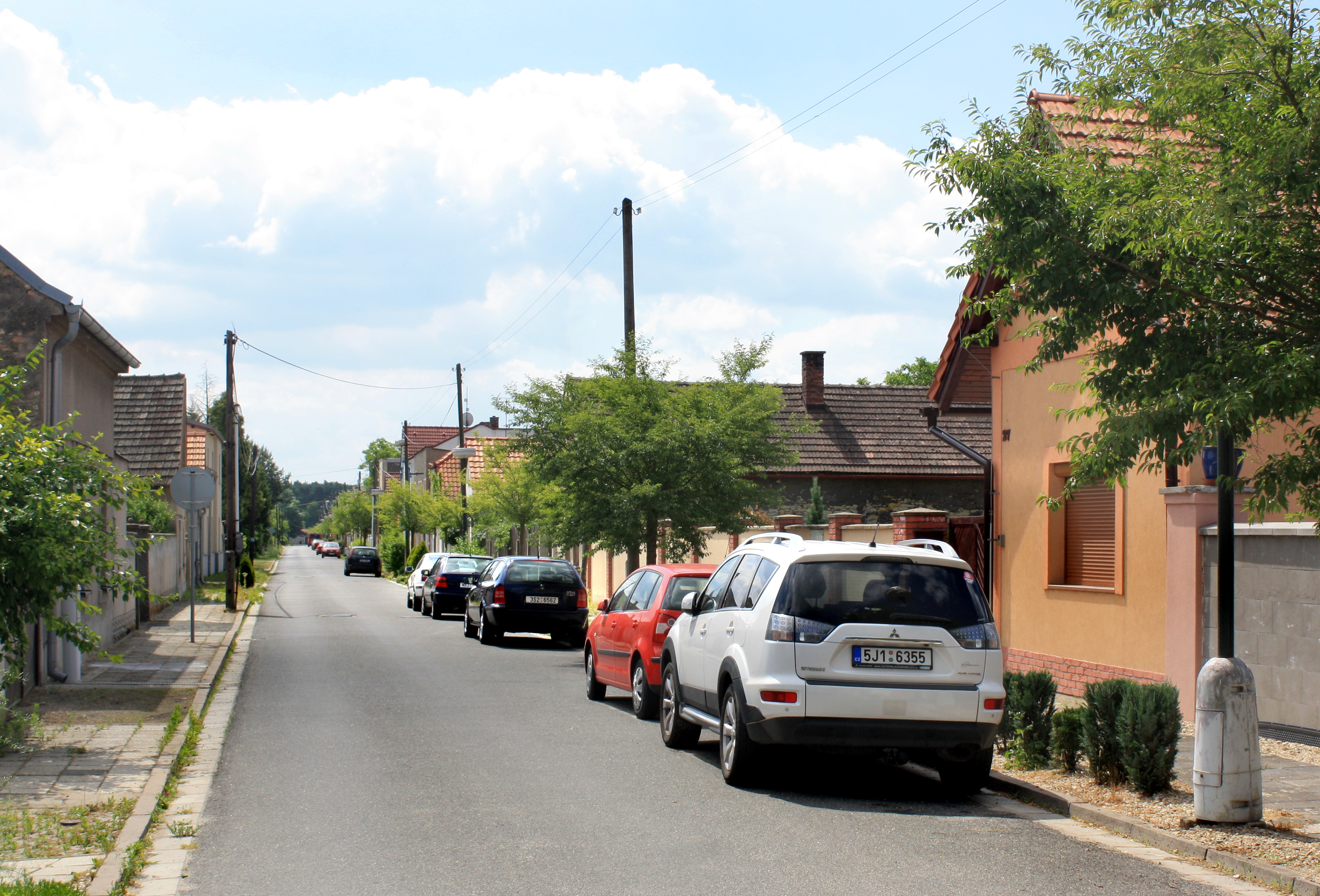
Dlouhá ulice
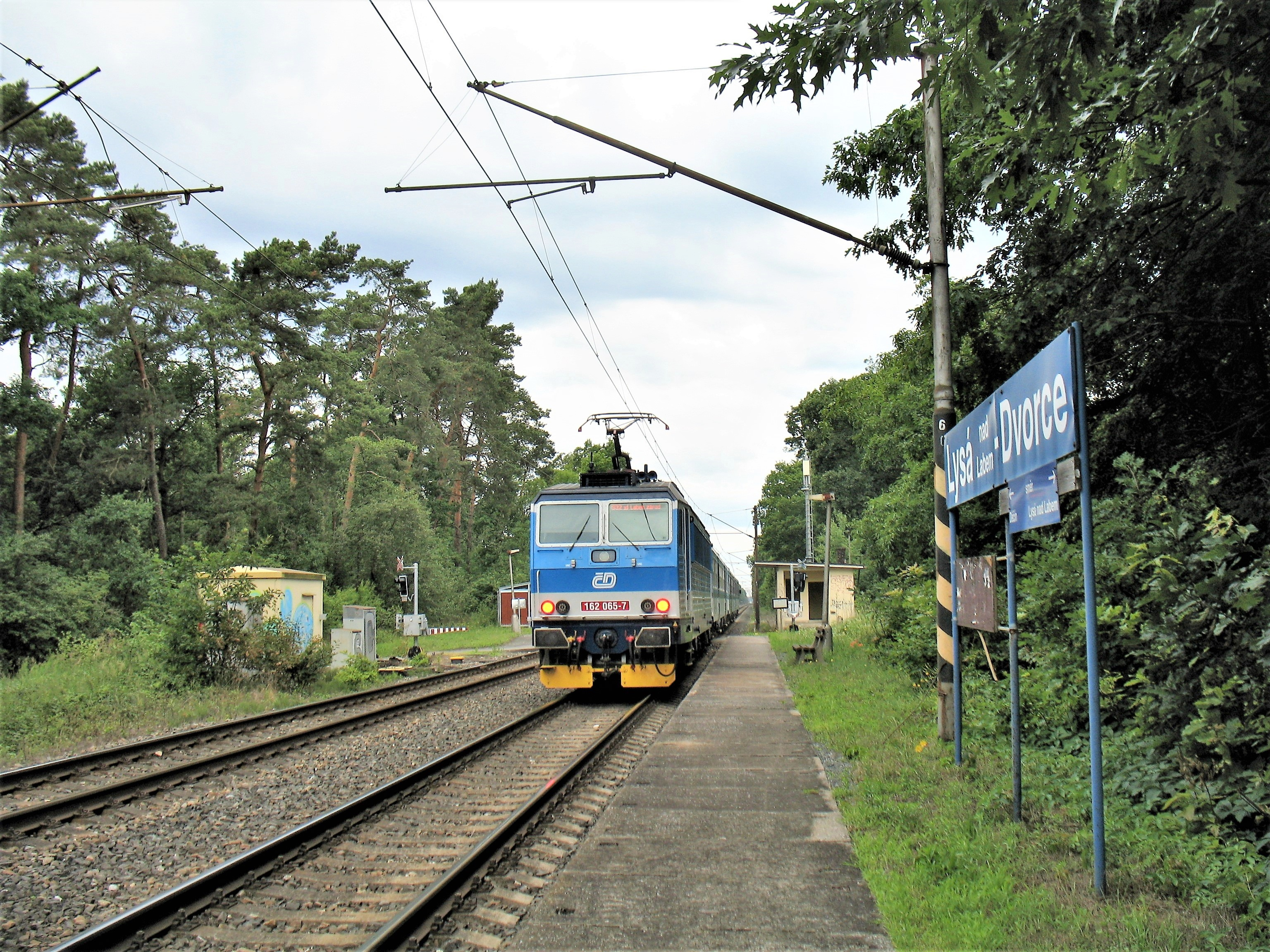
Železniční zastávka Lysá nad Labem-Dvorce